# 近代主義 (カトリック)
キリスト教の特にカトリックにおける近代主義（きんだいしゅぎ、フランス語: modernisme, 英語: Modernism）とは、カトリック信仰の伝統を近代の認識論や歴史学などに関連させて再解釈しようとする、19世紀後半から20世紀初頭におけるカトリック教会内部の思想運動である。モダニズムとも言う。ドイツのプロテスタントでは用語として近代主義神学とも言うが一般に自由主義神学と言う。
カトリックにおける近代主義はフランスを始めとする各国でそれぞれ独自に発生し、共通した志向はなく、多様な形態を取っている。聖書については歴史的・批判的研究（聖書批評学）の見解を全面的に採用し、聖書内の矛盾を調停する試みを捨て、聖書の著者が多くの歴史的制約を受けていたことを主張し、プロテスタントの学者よりも懐疑的な態度をとった。また、主知主義を排撃し、教義よりも実践を重視し、行動哲学、プラグマティズムを採用し、キリスト教の本質を生命の内に把握した。さらに歴史についての目的論的解釈によってキリスト教の歴史的発展を把握し、キリスト教の歴史的起源について懐疑的だった。フランスの近代主義を代表するロアジがハルナックを批判した著作『福音と教会』を出版し論議を呼んだ。イギリスではフォン・ヒューゲルとティレルが、イタリアではムリが近代主義の論者として有名である。

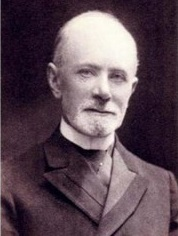
ロアジ
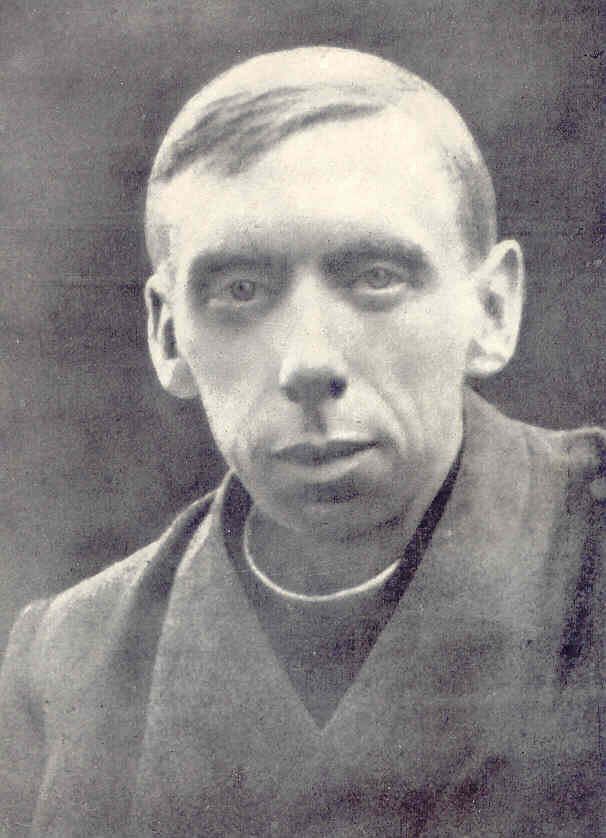
ティレル
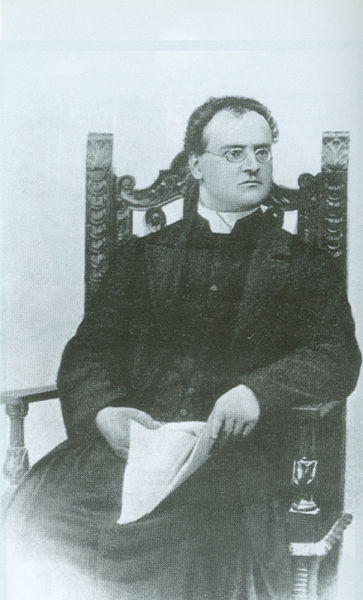
ムリ
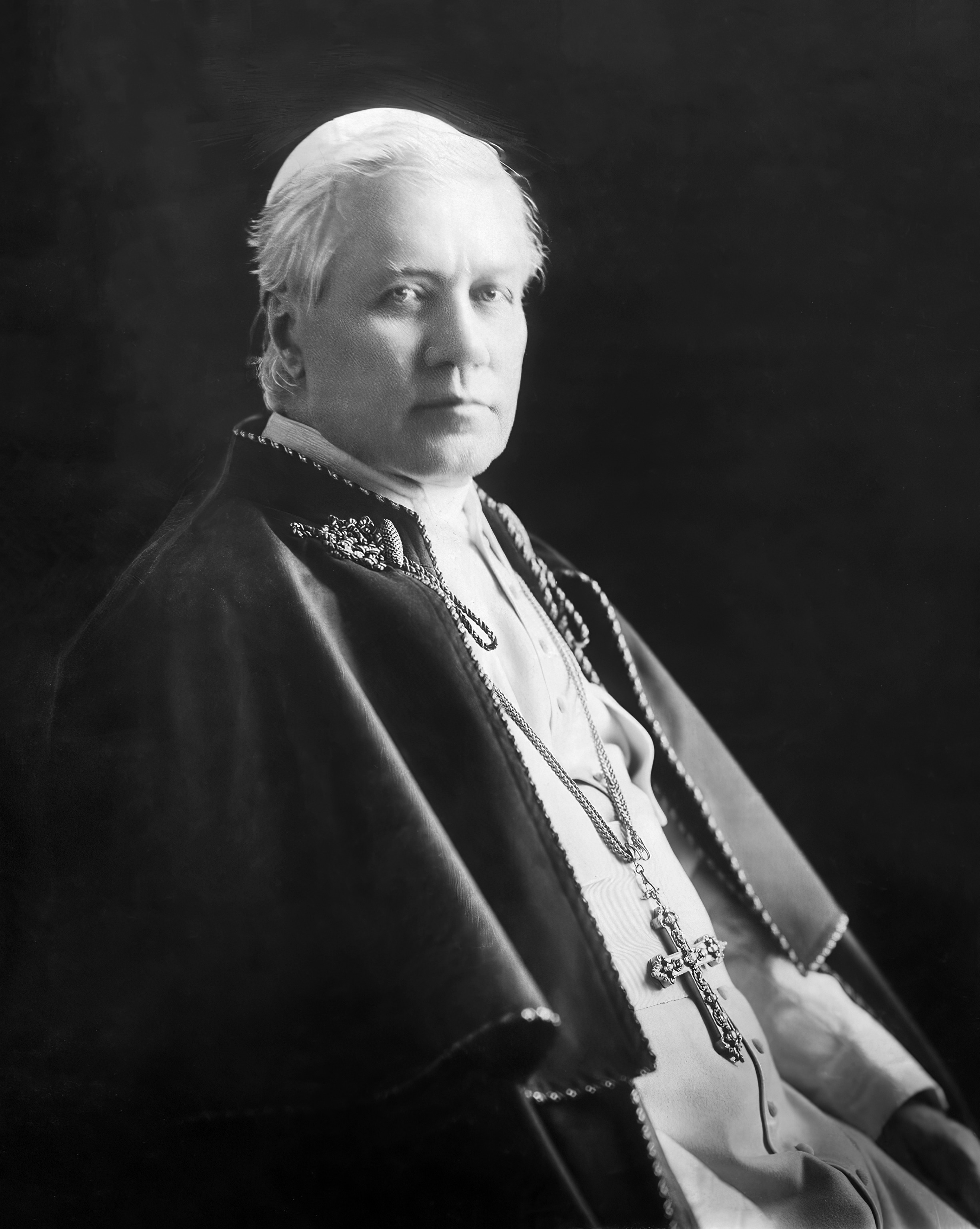
近代主義を否定した教皇ピウス10世

近代主義は1907年にローマ教皇ピウス10世によって否定され、排斥・断罪された。

## 評価
ペトロ・ネメシェギは『新カトリック大事典』の「近代主義」の項で近代主義の功罪について次のように概括した。すなわちキリスト教の教義である神の子イエス・キリストの受肉や神の啓示、カトリック教会の神学的意味、教皇・司教らが担う教導職（信徒を教え導く役割）をロアジらが認められなかったのは、宇宙開闢以来の歴史に介入し、人に語りかける主体的存在としての神を、人が認識できる対象としての神を、認めようとしなかったからである。一方、ロアジらが啓蒙主義以来の近代的学問の成果と、当時のカトリック教会の保守的伝統的聖書解釈・中世以来のスコラ学的思惟方法に基づき表されて来た伝統的な教えとの深刻な乖離を調和させようとした、その意図は正しかったのであろうし、当時の旧套墨守たるカトリック教会がロアジらの主張に真剣に向き合わずまともな議論もないままにいわば門前払いして抑圧したのは本意無い事であった。